# Auto-Tune
Auto-Tune е аудио процесор, представен публично през 1997 г. от регистрирана търговска марка на Antares Audio Technologies, който използва собствено устройство за измерване и промяна на височината при запис на вокална и инструментална музика. Първоначално е имало за цел да прикрие или коригира неточности, които са извън ключа, което позволява гласовите песни да бъдат перфектно настроени, въпреки първоначалното изместване от тоналността.
От създаването си, продуцентите започват да използват Auto-Tune като средство за ефекти, за да изкривят умишлено вокалите. До 2018 г. музикалният критик Саймън Рейнолдс забелязва, че Auto-Tune е „революционизирала популярната музика“, наричайки използването ѝ за ефекти „прищявката, която просто няма да избледнее. Използването ѝ сега е по-закрепено от всякога.“
Ефектът да не се бърка с вокодер (vocoder или voice coder) или talk box.

## История
През 1998 г. Шер става първата изпълнителка, използвала ефекта „Auto-Tune“ за сингъла си „Believe“ – един от най-продаваните сингли в света.